# 集體性虐待事件列表
以下是关于臭名昭著的集體性剝削、性虐待事件列表，按事件所在的國家／地區排序：

## 大洋洲
- 阿什菲爾德輪奸案
- 澳大利亞天主教性虐待案件
- 雷尼山強奸案
- 2004 年皮特凱恩性侵案審判
- 天主教坎培拉暨古爾本總教區的性虐待醜聞
- 悉尼輪奸案

## 歐洲

### 德國
- 納粹德國集中營妓院
- 納粹德國軍用妓院
- 同盟國佔領德國期間的強姦
- 德國跨年夜性侵事件[1]

### 英國
集體性侵行為：
- 羅瑟勒姆性侵案
- 哈德斯菲尔德诱拐帮派
- 基德韦利性崇拜
- 牛津儿童性虐待团伙
- 特尔福德儿童性剥削丑闻

群體內部的性虐待案件包括：
- 英國足球性侵醜聞
- 英国广播公司性虐待案件（英语：BBC sexual abuse cases）

### 芬蘭
- 奧盧兒童性侵案

## 東亞
- 越戰韓越混血兒
- 美萊村屠殺
- 南京大屠殺

### 日本
- 沖繩美軍強姦12歲少女事件
- 同盟國軍事佔領日本佔領日本期間強姦

### 南韓
- 密陽性暴力事件
- N號房事件

## 中東
- 美軍虐待伊拉克戰俘事件
- 馬赫穆迪亞奸杀事件

## 北美

### 加拿大
- 加拿大印地安人寄宿學校系統，集體性虐待是其一部份，其後發現墳墓

### 美國
- 2003年美國空軍學院性侵醜聞

## 南亞
- 印控喀什米爾獨立運動時期的強姦

### 印度
- 库南-波沙普拉事件
- 印度黑公交轮奸案

## 國際
- 慰安妇
- 联合国维和部队儿童性虐待丑闻
- 調查虐待兒童委員會